# 1911-es magyar birkózóbajnokság
Az 1911-es magyar birkózóbajnokság a kilencedik magyar bajnokság volt. Ettől az évtől pehelysúlyban is rendeztek bajnokságot. A bajnokságot április 8. és 9. között rendezték meg Budapesten, a Beketow Cirkuszban.

## Eredmények
| Versenyszám | Arany                       | Arany | Ezüst                         | Ezüst | Bronz                    | Bronz |
| ----------- | --------------------------- | ----- | ----------------------------- | ----- | ------------------------ | ----- |
| Pehelysúly  | Zólyomi Gyula MTK           |       | Mészáros Menyhért Törekvés SE |       | Dick János Törekvés SE   |       |
| Könnyűsúly  | Ruzicska Gyula Budapesti AK |       | Miskey Árpád Budapesti AK     |       | Orosz Dezső Debreceni TE |       |
| Középsúly   | Varga Béla Budapesti AK     |       | Schirz János Törekvés SE      |       | Hudák János Törekvés SE  |       |
| Nehézsúly   | Fischer Tibor MTK           |       | Sothmann József Munkás TE     |       | Kerekes József MTK       |       |